# Magyar Kupa 2025-2026
La Magyar Kupa 2025-2026, conosciuta anche come MOL Magyar Kupa 2025-2026 per ragioni di sponsorizzazione, è l'86ª edizione della coppa nazionale ungherese, iniziata il 2 agosto 2025 e con termine previsto il 9 maggio 2026. Al torneo partecipano 144 squadre provenienti dalle serie ungheresi e la squadra vincente ottiene la qualificazione per la UEFA Europa League 2026-2027. La squadra campione in carica è il Paks.

## Calendario
Il programma del torneo è il seguente:
| Turno            | Date                 | Incontri | Squadre  | Entranti                                                       |
| ---------------- | -------------------- | -------- | -------- | -------------------------------------------------------------- |
| Primo turno      | 2-3 agosto 2025      | 72       | 144 → 72 | Squadre della Nemzeti Bajnokság III e dei campionati regionali |
| Secondo turno    | 23-24 agoosto 2025   | 36       | 72 → 36  | --                                                             |
| Terzo turno      | 13-14 settembre 2025 | 32       | 64 → 32  | Squadre di Nemzeti Bajnokság I e Nemzeti Bajnokság II          |
| Quarto turno     | 29 ottobre 2025      | 16       | 32 → 16  | --                                                             |
| Ottavi di finale | 11 febbraio 2026     | 8        | 16 → 8   | --                                                             |
| Quarti di finale | 4 marzo 2026         | 4        | 8 → 4    | --                                                             |
| Semifinali       | 22 aprile 2026       | 2        | 4 → 2    | --                                                             |
| Finale           | 9 maggio 2026        | 1        | 2 → 1    | --                                                             |

## Incontri

### Primo turno
Al primo turno partecipano 50 squadre provenienti dalla Nemzeti Bajnokság III e 94 squadre provenienti dai campionati regionali. Il sorteggio si è tenuto l'11 luglio 2025, con le squadre divise in quattro urne sulla base della loro provenienza.
| Squadra 1          | Risultato       | Squadra 2        |
| ------------------ | --------------- | ---------------- |
| 2 agosto 2025      |                 |                  |
| Vecsés             | 1 – 2           | III. Kerületi    |
| Dunaföldvár        | 1 – 8           | Dombóvár         |
| Gárdony            | 1 – 10          | PMFC             |
| Jászfényszaru      | 0 – 5           | Hatvan           |
| Bonyhád            | 0 – 8           | Dunaújváros      |
| Sajóbábony Vegyész | 5 – 3           | Csenger          |
| Hódoscsépány       | 1 – 0           | Gyulaháza        |
| Mohora             | 1 – 4           | Putnok           |
| Főnix              | 1 – 8           | Siófok           |
| Dombóvár           | 0 – 2           | Budaörs          |
| Unione Budapest    | 2 – 4           | PTE-PEAC         |
| Karancslapujtő     | 0 – 3           | Sényő-Carnifex   |
| Pásztó             | 1 – 4           | Gödöllő          |
| Monostorpályi      | 1 – 2           | Füzesabony       |
| Hajdúszoboszló     | 1 – 5           | Tiszafüred       |
| Hajdúsámson        | 0 – 2           | Cigánd           |
| Miskolci VSC       | 1 – 4           | Ózd-Sajóvölgye   |
| Mezőkeresztes      | 0 – 4           | Mátészalka       |
| Tállya             | 1 – 3           | Vásárosnamény    |
| Nyírmeggyes        | 3 – 5           | CSO-KI Sport     |
| Tarpa              | 3 – 1           | Tiszaújváros     |
| Gyöngyös           | 0 – 2           | Eger             |
| Salgótarján        | 3 – 1           | Andornaktálya    |
| Kiskőrös           | 0 – 3           | BKV Előre        |
| Dunakeszi          | 0 – 2           | Pilis            |
| Orosháza           | 3 – 7           | Dunaharaszti     |
| Ráckeve            | 0 – 7           | ESMTK Budapest   |
| REAC               | 3 – 2           | Dabas            |
| Mezőmegyer         | 2 – 4           | Szajol           |
| Szegedi VSE        | 0 – 4           | Gyula            |
| Csepel             | 1 – 1 (4-3 dtr) | Monor            |
| Sárrétudvari       | 1 – 4           | Hódmezővásárhely |
| Mezőtúr            | 0 – 3           | Martfű           |
| Szolnok            | 3 – 1           | Jamina           |
| Solt               | 1 – 6           | Rákóczifalva     |
| Mezőberény         | 0 – 3           | Sándorfalva      |
| Tihany             | 1 – 6           | Szombathelyi AK  |
| Komarom FC         | 6 – 4           | Perutz           |
| Tata               | 2 – 3           | Koppánymonostor  |
| Bőny               | 3 – 2           | Újperint         |
| Devecser           | 1 – 10          | Bicske           |
| Sárvár             | 5 – 3 (dts)     | Zalalövő         |
| Balatonfüred       | 2 – 3 (dts)     | Tatabánya        |
| Balatonalmádi      | 5 – 0           | Körmendi         |
| Mór                | 4 – 0           | Úrkút            |
| Komló              | 1 – 3           | Majosi SE        |
| Nagybajom          | 0 – 4           | Kaposvár         |
| Mohács             | 2 – 0           | Toponár          |
| Penzugyor          | 2 – 1           | Szekszárd        |
| Baja               | 0 – 5           | Nagykanizsa      |
| Nagyatádi          | 3 – 2 (dts)     | Balatonlelle     |
| Mezőfalva          | 0 – 2           | Lajoskomárom     |
| Szepetnek          | 0 – 5           | Erd              |
| Harkány            | 1 – 3           | Sárbogárd        |
| Issimo             | 4 – 0           | Kiskunfélegyháza |
| Heves              | 2 – 4           | Újfehértó        |
| Király SE          | 1 – 4           | Mosonmagyaróvári |
| Gyirmót FC Győr    | 4 – 0           | Sopron           |
| TFSE               | 0 – 3           | Iváncsa          |
| 3 agosto 2025      |                 |                  |
| Patak              | 0 – 14          | DEAC             |
| Bordány            | 2 – 1 (dts)     | Makó             |
| Mártély            | 0 – 1           | Építők SC        |
| Jánoshalom         | 0 – 4           | Tiszaföldvár     |
| Koroncó            | 0 – 1           | Mezőörs          |
| Csesztreg          | 0 – 6           | Veszprém         |
| Ménfőcsanak        | 1 – 4           | Dorog            |
| Soproni FAC        | 0 – 4           | Kapuvár          |
| Szarvaskend        | 2 – 1           | Zalaszentgrót    |
| Sárisáp-TASK       | 5 – 0           | Teskánd          |
| Nyergesújfalu      | 2 – 0           | Celldömölk       |
| Mórágy             | 2 – 1           | Airnergy         |
| Villány            | 1 – 1 (4-5 dtr) | Kelen            |